# Асламазян Маріам Аршаківна
Маріам Аршаківна Асламазян  (вірм. Մարիամ Արշակի Ասլամազյան, нар. 20 жовтня 1907, Баш-Ширак, Карська область, Російська імперія — пом. 16 липня 2006, Москва, Росія) — вірменська художниця, Народний артист Вірменської РСР (1965) та Народний артист СРСР (1990).

## Біографія
Народилась в селі Баш-Ширак Карської області. Середню освіту здобуло в Александрополі. Закінчила Єреванський художньо-промисловий технікум (1929, вчилась у Аракеляна та Агаджаняна) та ленінградський Інститут пролетарського образотворчого мистецтва (1933, вчилась у Петрова-Водкіна та Савінова).
Представник вірменської школи декоративно-плаского натюрморту («Вірменський натюрморт», 1955, «Квітучий червоний кактус», 1957), автор тематичних картин («Повернення героя», 1943, «Пісня героя», 1944, «Мати-героїня», 1949), портретів.
Померла в 2006 році в Москві, Росія. Похована на Пантеоні імені Комітаса в Єревані.
Сестра — Ерануї Асламазян (1909—1998), живописець. Заслужений художник Вірменської РСР. Велика колекція їхніх робіт знаходиться в Музеї сестер Асламазян в Ґюмрі.